# Limnonectes malesianus
Espèce
Synonymes
- Rana malesiana Kiew, 1984

Statut de conservation UICN

 NT  : Quasi menacé
Limnonectes malesianus est une espèce d'amphibiens de la famille des Dicroglossidae.

## Répartition
Cette espèce se rencontre jusqu'à 150 m d'altitude :
- en Indonésie au Kalimantan, aux îles Natuna et à Sumatra ;
- à Singapour ;
- en Malaisie péninsulaire et au Sarawak ;
- dans l'extrême Sud de la Thaïlande.

## Étymologie
Son nom d'espèce lui a été donné en référence au lieu de sa découverte, la Malaisie.

## Publication originale
- Kiew, 1984 : Rana malesiana, a new frog from the Sunda Region. Malayan Nature Journal. Kuala Lumpur, vol. 37, p. 153-161.